# Hermannstraße 10 (Mönchengladbach)

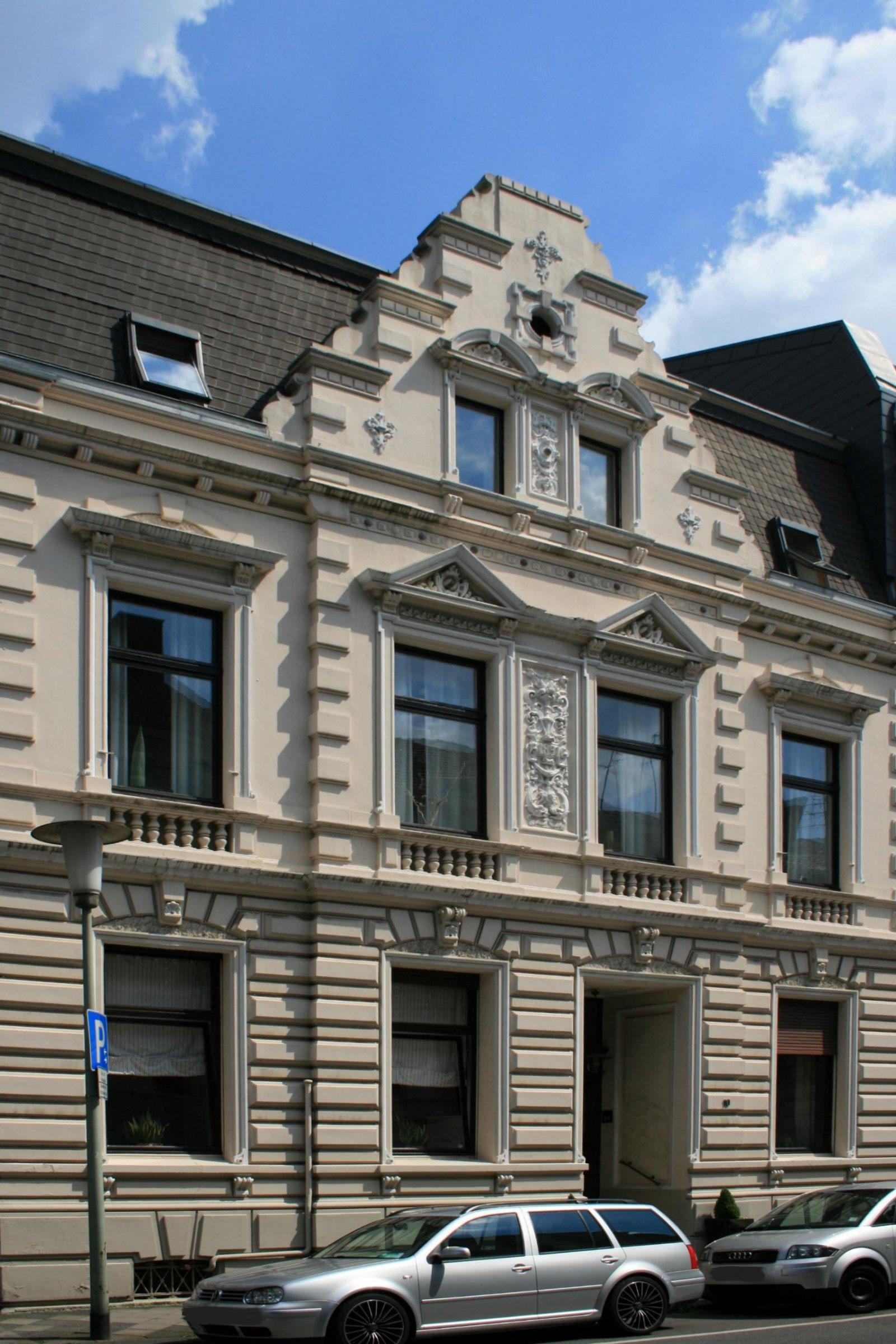
Wohnhaus (2010)

Das Wohnhaus Hermannstraße 10 steht in Mönchengladbach (Nordrhein-Westfalen) im Stadtteil Gladbach.
Das Gebäude wurde 1891 erbaut. Es wurde unter Nr. H 018  am 4. Dezember 1984 in die Denkmalliste der Stadt Mönchengladbach eingetragen.

## Architektur
Es handelt sich um ein Vierfenster-Wohnhaus mit Mansarddach und mittlerem Ziergiebel. Im Mansarddach ist links und rechts eine einfache Dachgaubenausbildung mit Segmentbogendach. Die Dachflächen sind verschiefert. Die zweiflügelige Hauseingangstür in Eichenholz ist original erhalten.